# Southern District, Hongkong
Southern District (traditionell kinesiska: 南區) är ett av Hongkongs 18 administrativa distrikt. Distriktet är en del av huvudområdet Hongkongön.
Southern District har 290 240 invånare på en yta av 40 km². 
Distriktets öar:
- Ap Lei Chau eller Aberdeen Island
- Ap Lei Pai
- Kau Pei Chau (狗脾洲)
- Lo Chau (羅洲)
- Lung Shan Pai (龍山排)
- Magazine Island (火藥洲)
- Middle Island (熨波洲, Tong Po Chau)
- Ng Fan Chau (五分洲)
- Round Island (銀洲)
- Tai Tau Chau (大頭洲)
- Tau Chau (頭洲)